# Swiss Steel
Die Swiss Steel Holding (auch: Swiss Steel Group; kurz: Swiss Steel) ist ein börsennotierter Stahlkonzern mit Sitz in Luzern/Schweiz. Die Unternehmensgruppe beschäftigt mehr als 10.000 Mitarbeiter und erwirtschaftete 2019 einen Umsatz von 2.980,8 Mio. Euro. Die Swiss Steel Group ist mit ihren Production Assets Ascometal (Frankreich), Deutsche Edelstahlwerke (DEW-Deutschland), Finkl Steel (USA), Steeltec (Schweiz) und Ugitech (Frankreich) in der Marktnische Speziallangstahl tätig. Bei den Tätigkeiten der Swiss Steel Group handelt es sich um die Produktion von und den Handel mit Langstahl mit speziellen Materialeigenschaften.

## Tätigkeiten
Swiss Steel ist ein unabhängiger, weltweit tätiger Stahlkonzern, der aus den drei Divisionen Edelbaustahl, Rostfreier Stahl und Werkzeugstahl besteht. Diese Organisation verfolgt einen ganzheitlichen Marktansatz und ermöglicht eine individuellere Betreuung der Kunden. Sie unterstützt Kunden entlang der gesamten Wertschöpfungskette, von gemeinsamen Entwicklungen über die Herstellung und Bearbeitung bis hin zu Supply-Chain-Lösungen. Zu den Zielbranchen zählen Automotive, Maschinen- und Anlagenbau, Energieindustrie, Luft- und Raumfahrt, Medizintechnik, Lebensmittel- und Verpackungsindustrie, Hoch- und Tiefbau, Hydraulik, Chemie und Bergbau.

## Unternehmensgeschichte
Seit dem 21. September 2020 hat die Unternehmensgruppe den Namen Swiss Steel Group. Seit 2021 werden die beiden ursprünglichen Business Units Swiss Steel AG und Steeltec als eine Organisation unter dem Namen Steeltec geführt.
Swiss Steel wurde 1919 von Arthur Schmolz und Oswald Bickenbach in Düsseldorf als Stahlhandelsunternehmen gegründet und firmierte von 1937 bis 2020 unter dem Doppelnamen Schmolz + Bickenbach.
2003 übernahm die weiterhin familiengeführte Schmolz + Bickenbach-Gruppe, die bisher in der Stahlverarbeitung und im Stahlhandel tätig war, unter Führung von Michael Storm die Aktienmehrheit am börsennotierten Stahlproduzenten Swiss Steel AG.
Die Swiss Steel wurde 1996 mit Sitz in Emmenbrücke gegründet. Sie entstand als Holdinggesellschaft nach dem Zusammenschluss der ehemaligen Konkurrenten Von Moos Stahl und Von Roll Stahl, zweier Schweizer Stahlproduzenten. Sie vereinte unter sich zunächst die Von Moos Stahl AG, die Steeltec AG, das Logistikunternehmen Panlog AG mit Sitz in Emmenbrücke und die Stahl Gerlafingen AG mit Sitz in Gerlafingen, die aus der Von Roll Stahl hervorgegangen war. Anfang 2021 sind die bisher getrennt operierenden Einheiten Swiss Steel und Steeltec zusammengeschlossen unter dem Namen Steeltec.
In den folgenden zwei Jahren wurden die deutschen Stahlproduzenten Edelstahlwerke Südwestfalen (2004) und Edelstahl Witten-Krefeld (2005) übernommen, die seit 2007 zusammengeschlossen als Deutsche Edelstahlwerke firmieren. Im Jahr 2006 wurden 65 Prozent der Aktienanteile an der Stahl Gerlafingen AG verkauft, mit der Begründung, man wolle sich mehr auf die Erzeugung von höherwertigen Stählen im Langproduktesegment konzentrieren. 2006 wurde die französische Ugitech-Gruppe mit Sitz in Ugine übernommen.
2006 wurden die meisten operativen Teile der Obergesellschaft Schmolz + Bickenbach KG in die Swiss Steel AG eingebracht und letztere in Schmolz + Bickenbach AG umbenannt (2007 wurde das Schweizer Tochterunternehmen Von Moos Stahl wiederum in Swiss Steel umbenannt).
Anfang Februar 2007 wurde zudem die US-amerikanische A. Finkl & Sons Group mit Sitz in Chicago aufgekauft. Mit diesem Schritt wurde die Schmolz + Bickenbach-Gruppe der weltweit grösste Produzent von Werkzeugstahl.
Im Rahmen einer Kapitalerhöhung fiel der Anteil der Schmolz + Bickenbach KG an der AG 2010 von 70 % auf knapp 40 %. Am 23. Dezember 2011 trat Michael Storm als Präsident des Verwaltungsrats zurück, nachdem aufgedeckt wurde, dass Storm ca. 1,5 Millionen Euro (ca. 1,83 Millionen Franken) veruntreut habe. 2013 verklagte das Unternehmen Michael Storm auf Rückzahlung von 9 Millionen Euro plus 1,4 Millionen Euro Zinsen. Gleichzeitig kam es durch hohe Finanzverbindlichkeiten, die in Zusammenhang mit den Unternehmenskäufen und einer schwierigen Stahlkonjunktur auf knapp EUR 903 Mio. aufgelaufen waren (im Dez 2012), zu einer angespannten Finanzlage, die im Frühjahr 2013 nach einem Konzernverlust von EUR 157,9 Mio. für das Geschäftsjahr 2012 zu der Ankündigung einer möglichen Kapitalerhöhung führte. Benedikt Niemeyer (CEO) und Axel Euchner (CFO) verließen im Juni 2012 aufgrund von Dissonanzen das Unternehmen. Die in der Schmolz + Bickenbach KG vereinten Familienaktionäre um Michael Storm, die im Frühjahr 2013 knapp 40 % der Aktien hielten, lehnten zuerst eine Kapitalerhöhung ab, weil die zu einer Verwässerung der Anteile geführt hätte. Sie verbündeten sich mit dem russischen Oligarchen Viktor Vekselberg und verkaufte an dessen Gesellschaft Renova, beziehungsweise deren Tochter Venetos, einen Anteil von 25,3 %. Dies löste im August 2013 ein Pflichtangebot an die übrigen Aktionäre aus, dessen Preis aber unter dem Börsenkurs lag und daher nur eine sehr geringe Annahmequote erreichte. Trotzdem einigte sich die Gesellschaft mit dem neuen Grossaktionär. Eine ausserordentliche Generalversammlung im September 2013 stimmte einer auf EUR 430 Mio. erhöhten Kapitalerhöhung zu, an der Venetos und die KG ihren Anteilen entsprechend teilnahmen, und besetzte den Verwaltungsrat neu.
Im Sommer 2015 trennte sich der Konzern von einem Teil seiner Vertriebsgesellschaften in Deutschland, Österreich und Benelux. Im Oktober verlagerte Schmolz + Bickenbach die Konzernzentrale vom bisherigen Stammsitz in Düsseldorf zum neuen Sitz nach Luzern.
Im Februar 2018 übernahm Schmolz + Bickenbach den französischen Stahlhersteller Ascometal.
Oktober 2019 wurde eine Kapitalerhöhung angekündigt.
Zum 21. September 2020 wurde das Eigenkapital durch Halbierung des Nennwertes umstrukturiert.
Am 22. Dezember 2020 wurde eine ausserordentliche Generalversammlung durchgeführt. Die Anträge für eine weitere Kapitalerhöhung von rund 200 Millionen Euro wie auch die Ernennung eines neuen Verwaltungsratspräsidenten sowie eines neuen Konzernchefs wurden genehmigt. Allerdings hat die Liwet Holding als wichtiger Aktionär vorerst beim Handelsregisteramt des Kantons Luzern eine Sperre für die Eintragung der Kapitalerhöhung erwirkt.
Am 17. Februar 2025 haben die Aktionäre an einer ausserordentlichen Generalversammlung der Dekotierung der Aktien von der Schweizer Börse SIX zugestimmt. Gemäss Swiss Steel wird der 5. Juni 2025 der letzte Handelstag sein.

## Geschäftseinheiten

### Ascometal
Ascometal gehört zu den europäischen Herstellern von Edelbaustählen. Ascometal-Stähle kommen insbesondere im Automobilbau, in Lagern, im Segment Erdöl, Erdgas und Bergbau sowie im Maschinenbau zum Einsatz. Als Zulieferer renommierter Automobil- und Lkw-Hersteller arbeitet Ascometal eng mit den Akteuren innerhalb der Herstellungskette zusammen, um den unterschiedlichen Anforderungen der Automobilbranche gerecht zu werden. Das Unternehmen verfügt über mehrere Standorte in Frankreich, darunter sowohl Stahl- und Walzwerke als auch Weiterverarbeitungsanlagen.

### Deutsche Edelstahlwerke
Die Deutschen Edelstahlwerke ist ein Produzent und Verarbeiter von Spezialstahl-Langprodukten. Über die drei Werkstoffgruppen Edelbaustahl, Werkzeugstahl sowie rost-, säure- und hitzebeständiger Stahl (RSH-Stahl) beliefern die Deutschen Edelstahlwerke internationale Kunden mit einer Abmessungsvielfalt vom gezogenen Draht mit 4,5 mm Durchmesser bis zum Freiformschmiedestück mit einem Durchmesser von 1.100 mm. Die Produkte der Deutschen Edelstahlwerke kommen u. a. in der Automobilindustrie, im Maschinen- und Anlagenbau, in der Luftfahrt und in der Energieindustrie zum Einsatz.
In der zweiten Jahreshälfte 2023 wurden Pläne zum Arbeitsplatzabbau von „mindestens 350 Jobs“ bekannt gegeben.

### Finkl Steel
Finkl Steel ist ein weltweiter Hersteller von Schmiedeerzeugnissen, Kunststoffformenstahl, Werkzeugstahl für Druckgussanwendungen und Freiformschmiedestücken. Das nordamerikanische Unternehmen ist einer der führenden Anbieter individueller Lösungen im Bereich Spezialstahl-Langprodukte weltweit. Seit April 2015 arbeiten die nordamerikanischen Tochterunternehmen der Gruppe A. Finkl & Sons, Composite Forgings und Sorel Forge einheitlich unter der gemeinsamen Marke Finkl Steel. Das Unternehmen stellt seine Produkte an drei Fertigungsstandorten in Chicago, Detroit (USA) und Quebec (Kanada) her und vertreibt diese in Nordamerika und auf der ganzen Welt.

### Steeltec
Auf dem europäischen Langstahlmarkt ist Steeltec ein Anbieter von technischen und Automatenwalz- und Spezialblankstählen. Die beiden Geschäftsbereiche Swiss Steel und Steeltec fusionierten im Januar 2021 zu einer neuen Produktionseinheit, die unter dem gemeinsamen Namen Steeltec firmiert. Steeltec betreibt Standorte in der Schweiz, Deutschland, Dänemark, Schweden und der Türkei und beschäftigt insgesamt rund 1.000 Mitarbeitende. Aufbauend auf mehr als 175 Jahren Erfahrung in der Stahlproduktion produziert das Unternehmen hochwertige Spezialstähle für Anwendungen in der Automobil-, Maschinen- und Hydraulikindustrie sowie im Anlagenbau. Das Produktportfolio von Steeltec an Walz- und Blankstahl umfasst hoch- und höherfeste Stähle (ETG und HSX) sowie die XTP®-behandelten Stähle. Durch die Zusammenarbeit mit den anderen Geschäftsbereichen der Swiss Steel Group sowie durch die Kooperation mit Kunden und externen Forschungseinrichtungen ist Steeltec in der Lage, Hochleistungsstahllösungen zu entwickeln und zu liefern.

### Ugitech S.A.
Ugitech ist ein weltweiter Hersteller von Langprodukten aus rostfreiem Edelstahl. Zu den Produkten von Ugitech und deren Tochterunternehmen Sprint Metal Edelstahlziehereien zählen Stäbe, Walzdraht und gezogener Draht, die das Unternehmen in eigenen Stahlwerken und seinen Werkshallen herstellt.  Sie werden zur Fertigung einer großen Bandbreite von Teilen verwendet, darunter Ventile, Sensoren, Injektoren, medizinische Instrumente und orthopädische Anwendungen, aber auch Teile für die Uhrenindustrie.

### Swiss Steel International
Swiss Steel International ist das Vertriebsnetzwerk der Swiss Steel Group und mit rund 70 Standorten in mehr als 30 Ländern global präsent. Das Leistungsspektrum der Vertriebszentren umfasst technische Beratungen sowie nachgelagerte Bearbeitungsarbeiten wie Sägen, Fräsen, Härten und Just-in-time-Lieferungen. Das Netzwerk arbeitet eng mit den Produktionsstandorten zusammen.

## Aktionäre
Swiss Steel ist an der Schweizer Börse SIX Swiss Exchange kotiert. Die GravelPoint Holding AG von Martin Haefner hält mit 65,75 % den grössten Anteil der Aktien. Weitere Grossaktionärin ist mit 10,11 % die PCS Holding AG von Peter Spuhler. Die Liwet Holding AG und die ComplexProm Joint Stock Company halten zusammen 12,85 %. Beide Gesellschaften haben eine Gesellschaftervereinbarung geschlossen.
Die restlichen Aktien befinden sich in Streubesitz. Die Schmolz + Bickenbach Beteiligungs GmbH, in der die ehemaligen Gründerfamilien ihre Interessen gebündelt haben, hält keine Aktien mehr am Unternehmen.